# Anicius Petronius Probinus
Anicius Petronius Probinus (fl. aut. 395) était un homme politique de l'Empire romain.

## Biographie

### Origine
Anicius Petronius Probinus est le fils de Sextus Claudius Petronius Probus et de sa femme Anicia Faltonia Proba. Il est le petit-fils par sa mère de Quintus Clodius Hermogenianus Olybrius, consul en 378, et l'arrière-petit-fils de la poétesse chrétienne Faltonia Betitia Proba.
Son frère est Anicius Hermogenianus Olybrius.

### Biographie
Il est nommé consul en 395 en même temps que son frère par l'empereur Théodose Ier après sa victoire contre l'usurpateur Eugène à la bataille de la Rivière froide. 
Son panégyrique est composé par le poète païen Claudien.
Il s'est marié avec Flavia Magna, fille de Flavius Magnus Maximus et sœur de Flavia Severa et de Flavius Victor. Ils ont peut-être eu Flavius Anicius Petronius Maximus.